# Celia Gold
Celia Henna Gold (10 de febrero de 1998) es una deportista israelí que compite en halterofilia. Ganó una medalla de bronce en el Campeonato Europeo de Halterofilia de 2025, en la categoría de 76 kg.

## Palmarés internacional
| Campeonato Europeo | Campeonato Europeo  | Campeonato Europeo | Campeonato Europeo |
| Año                | Lugar               | Medalla            | Categoría          |
| ------------------ | ------------------- | ------------------ | ------------------ |
| 2025               | Chisináu (Moldavia) | Medalla de bronce  | 76 kg              |